# Riksdagen 1621
Riksdagen 1621 ägde rum i Stockholm.
Ständerna sammanträdde i juni 1621. 
En förnyad landtågsgärd beviljades.
Riksdagen avslutades den 23 juni 1621.